# Wahlbezirk Böhmen 63
Der Wahlbezirk Böhmen 63 war ein Wahlkreis für die Wahlen zum Abgeordnetenhaus im österreichischen Kronland Böhmen. Der Wahlbezirk wurde 1907 mit der Einführung der Reichsratswahlordnung geschaffen und bestand bis zum Zusammenbruch der Habsburgermonarchie.

## Geschichte
Nachdem der Reichsrat im Herbst 1906 das allgemeine, gleiche, geheime und direkte Männerwahlrecht beschlossen hatte, wurde mit 26. Jänner 1907 die große Wahlrechtsreform durch Sanktionierung von Kaiser Franz Joseph I. gültig. Mit der neuen Reichsratswahlordnung schuf man insgesamt 516 Wahlbezirke, wobei mit Ausnahme Galiziens in jedem Wahlbezirk ein Abgeordneter im Zuge der Reichsratswahl gewählt wurde. Der Abgeordnete musste sich dabei im ersten Wahlgang oder in einer Stichwahl mit absoluter Mehrheit durchsetzen. Der Wahlkreis Böhmen 63 umfasste die Gerichtsbezirke Chotěboř, Habern, Hlinsko,
Přibyslau, Polna.
Aus der Reichsratswahl 1907 ging aus der Stichwahl Josef Prokop als Sieger hervor. Bei der Reichsratswahl 1911 setzte sich František Hnátek durch.

## Wahlergebnisse

### Reichsratswahl 1907
Die Reichsratswahl 1907 wurde am 14. Mai 1907 (erster Wahlgang) sowie am 23. Mai 1907 (Stichwahl) durchgeführt.

#### Erster Wahlgang
| Kandidat                                                                       | Partei                                  | Wahlkreis- stimmen | Prozent |
| ------------------------------------------------------------------------------ | --------------------------------------- | ------------------ | ------- |
| Josef Prokop                                                                   | Klerikaler Agrarier                     | 5752               | 42,0 %  |
| Josef Ackermann                                                                | Tschechische Sozialdemokratische Partei | 4571               | 33,4 %  |
| Malínský                                                                       | Jungtschechen                           | 2565               | 18,7 %  |
| Jan Pleva                                                                      | Tschechische Agrarpartei                | 734                | 5,4 %   |
|                                                                                | Sonstige Parteien                       | 75                 | 0,5 %   |
| Wahlberechtigte: 15.652, Ungültige/Leere Stimmen: 135, Wahlbeteiligung: 88,4 % |                                         |                    |         |

#### Stichwahl
| Kandidat                                                                       | Partei                                  | Wahlkreisstimmen | Prozent |
| ------------------------------------------------------------------------------ | --------------------------------------- | ---------------- | ------- |
| Josef Prokop                                                                   | Klerikaler Agrarier                     | 7112             | 57,1 %  |
| Josef Ackermann                                                                | Tschechische Sozialdemokratische Partei | 5351             | 42,9 %  |
| Wahlberechtigte: 15.652, Ungültige/Leere Stimmen: 200, Wahlbeteiligung: 80,9 % |                                         |                  |         |

### Reichsratswahl 1911
Die Reichsratswahl 1911 wurde am 13. Juni 1911  sowie am 20. Juni 1911 (Stichwahl) durchgeführt.

#### Erster Wahlgang
| Kandidat                                                                       | Partei                                  | Wahlkreis- stimmen | Prozent |
| ------------------------------------------------------------------------------ | --------------------------------------- | ------------------ | ------- |
| Josef Adámek                                                                   | Tschechische Christlichsoziale Partei   | 5370               | 41,9 %  |
| František Hnátek                                                               | Tschechische Sozialdemokratische Partei | 3771               | 29,4 %  |
| Karel Hadinec                                                                  | Tschechische Agrarpartei                | 3643               | 28,4 %  |
|                                                                                | Sonstige Parteien                       | 28                 | 0,2 %   |
| Wahlberechtigte: 16.116, Ungültige/Leere Stimmen: 189, Wahlbeteiligung: 80,7 % |                                         |                    |         |

#### Stichwahl
| Kandidat                                                                        | Partei                                  | Wahlkreis- stimmen | Prozent |
| ------------------------------------------------------------------------------- | --------------------------------------- | ------------------ | ------- |
| František Hnátek                                                                | Tschechische Sozialdemokratische Partei | 5949               | 50,5 %  |
| Josef Hyrš                                                                      | Tschechische Christlichsoziale Partei   | 5820               | 49,5 %  |
| Wahlberechtigte: 16.116, Ungültige/Leere Stimmen: 1192, Wahlbeteiligung: 74,2 % |                                         |                    |         |